# فرودگاه صحرایی همن‌کورو
فرودگاه صحرایی هَمِن‌کورو (به انگلیسی: Hämeenkyrö Airfield) (به زبان بومی: Hämeenkyrön lentokenttä) یک فرودگاه است که یک باند فرود آسفالت دارد و طول باند آن ۹۵۰ متر است. این فرودگاه در کشور فنلاند قرار دارد و در ارتفاع ۱۳۷ متری از سطح دریا واقع شده‌است.